# Tihema Waenga
Tihema Waenga – nowozelandzki judoka.
Uczestnik mistrzostw świata w 1999. Startował w Pucharze Świata w 1999. Brązowy medalista mistrzostw Oceanii w 1996. Mistrz kraju w 1997; drugi w 1992, 2000 i 2001; trzeci w 1996 i 1998.